# Morseper
Morseper er den danske pop-/satiregruppe Roben & Knuds andet album. Det blev udgivet af EMI i 2001. Morseper indeholdt hovedsageligt nyt materiale, men også et par genindspilninger, deriblandt hittet "Tine Pingvin".
Albummet blev nomineret til Danish Music Awards 2002 i kategorien "Årets danske entertainment".

## Spor
1. "Morseper" – 0:20
2. "Puma (Stork)" – 3:34
3. "Hej lille tulipan" – 1:40
4. "Rummand" – 5:01
5. "Brun hund" – 1:05
6. "Tine Pingvin" (genindspilning) – 3:33
7. "Darwins sang" (genindspilning) – 1:50
8. "Gøgen" – 2:16
9. "Morseper" – 0:09
10. "A Dusso" – 3:13
11. "Paul Elvstrøm" – 3:32
12. "Det periodiske system" – 0:33
13. "Advent" – 3:17
14. "Finlandssangen" 3:01
15. "Hornfisk" – 2:52
16. "Uranhjorten" – 3:01
17. "Hættemåge" (genindspilning) – 3:33
18. "Rummand" (outro) – 21:48